# Widescape
 (juillet 2023).
 (août 2023).
 (juillet 2023).
La mise en forme du texte ne suit pas les recommandations de Wikipédia : il faut le « wikifier ».
Les points d'amélioration suivants sont les cas les plus fréquents. Le détail des points à revoir est peut-être précisé sur la page de discussion.
- Les titres sont pré-formatés par le logiciel. Ils ne sont ni en capitales, ni en gras.
- Le texte ne doit pas être écrit en capitales (les noms de famille non plus), ni en gras, ni en italique, ni en « petit »…
- Le gras n'est utilisé que pour surligner le titre de l'article dans l'introduction, une seule fois.
- L'italique est rarement utilisé : mots en langue étrangère, titres d'œuvres, noms de bateaux, etc.
- Les citations ne sont pas en italique mais en corps de texte normal. Elles sont entourées par des guillemets français : « et ».
- Les listes à puces sont à éviter, des paragraphes rédigés étant largement préférés. Les tableaux sont à réserver à la présentation de données structurées (résultats, etc.).
- Les appels de note de bas de page (petits chiffres en exposant, introduits par l'outil «  Source ») sont à placer entre la fin de phrase et le point final[comme ça].
- Les liens internes (vers d'autres articles de Wikipédia) sont à choisir avec parcimonie. Créez des liens vers des articles approfondissant le sujet. Les termes génériques sans rapport avec le sujet sont à éviter, ainsi que les répétitions de liens vers un même terme.
- Les liens externes sont à placer uniquement dans une section « Liens externes », à la fin de l'article. Ces liens sont à choisir avec parcimonie suivant les règles définies. Si un lien sert de source à l'article, son insertion dans le texte est à faire par les notes de bas de page.
- La présentation des références doit suivre les conventions bibliographiques. Il est recommandé d'utiliser les modèles {{Ouvrage}}, {{Chapitre}}, {{Article}}, {{Lien web}} et/ou {{Bibliographie}}. Le mode d'édition visuel peut mettre en forme automatiquement les références.
- Insérer une infobox (cadre d'informations à droite) n'est pas obligatoire pour parachever la mise en page.

Pour une aide détaillée, merci de consulter Aide:Wikification.
Si vous pensez que ces points ont été résolus, vous pouvez retirer ce bandeau et améliorer la mise en forme d'un autre article.
Widescape est une entreprise canadienne, fondée en 2018 et basée à Saguenay, Québec. L'entreprise conçoit et fabrique le WS250, une motoneige qui se conduit en position debout.

## Histoire
En 1998, l’inventeur et mécanicien Alain Aubut créé un “BMX des neiges” avec une position de conduite debout. L’idée était que son fils Frederik puisse profiter au maximum des hivers enneigés du Saguenay, Quebec. 

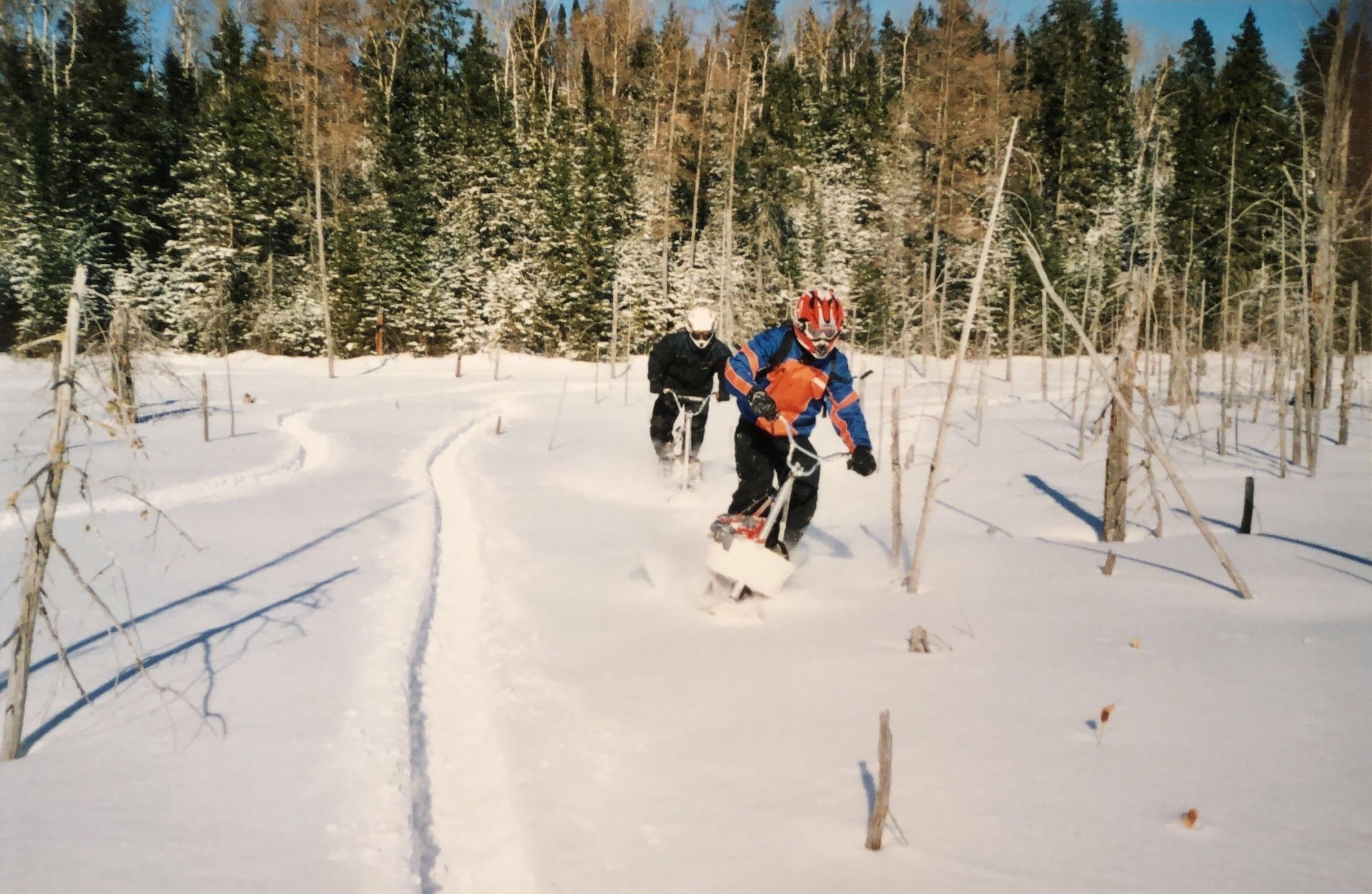
Motoneige à conduite debout

En 2002, Aubut fit essayer son bolide à Félix Gauthier, président et fondateur de Cycles Devinci, qui a vu le potentiel et décida d’investir en recherche et développement. 

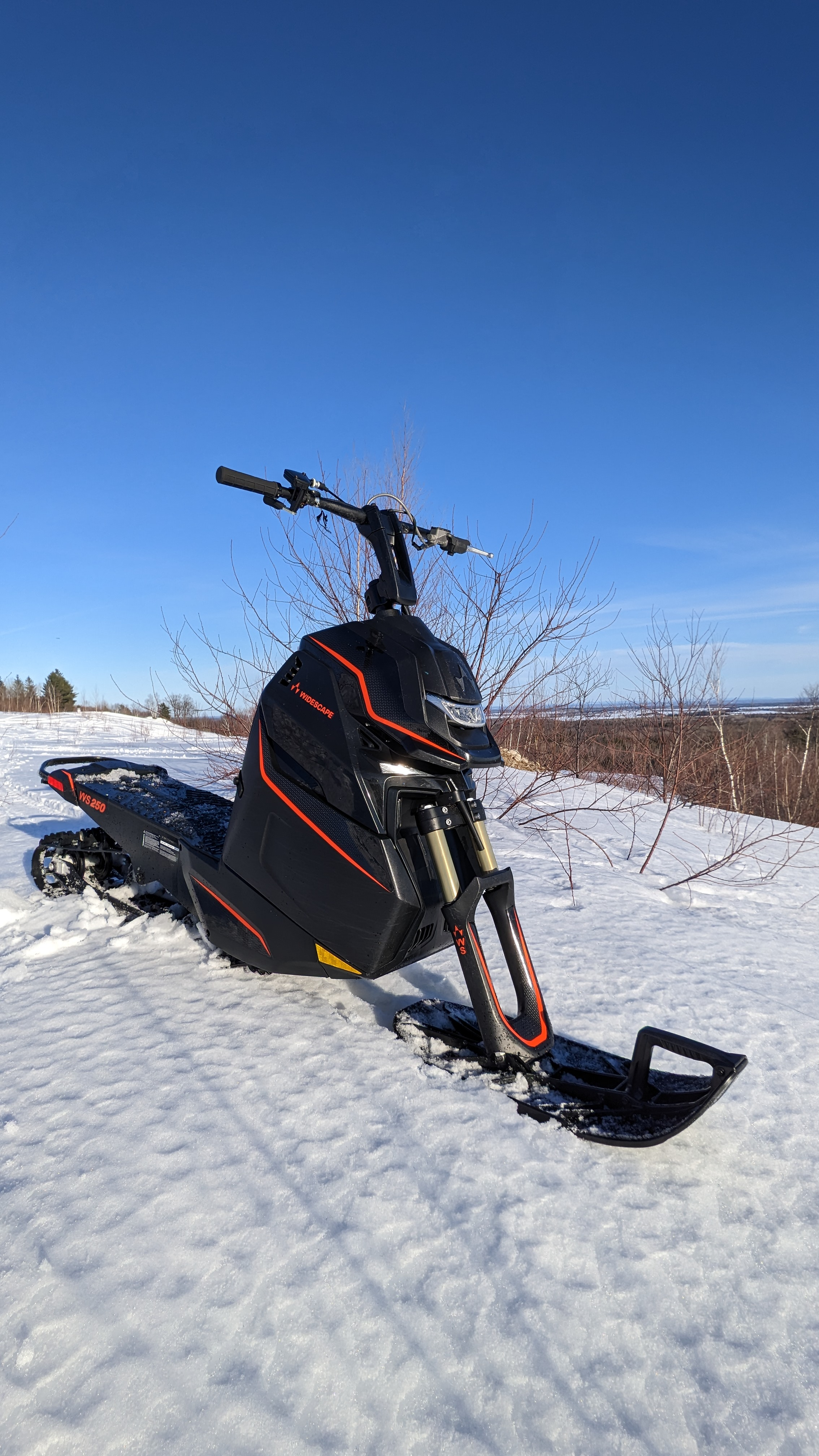
WS250

En 2022, après plus de 20 ans de développement, Widescape a annoncé le lancement du WS250, la première motoneige à conduite debout. 
En 2023, Widescape a entamé la livraison des premiers véhicules à plus de 60 détaillants à travers le Canada.

## WS250
Le WS250 est équipé d'un moteur à quatre temps de 242 cc, refroidi par liquide et à injection de carburant. Couplé à une transmission CVT, il peut atteindre une vitesse de 65 km/h. Le moteur est relativement silencieux et fonctionne à moins de 80 db. Le WS250 dispose d'un réservoir de 8 litres, ce qui lui confère une autonomie de 2,5 à 3 heures. La chenille, fabriquée sur mesure au Québec, a une largeur de 12 pouces et des crampons de 1,5 pouce. Le ski, d'une largeur de 12 pouces, comporte une quille centrale et deux lisses latérales. Le véhicule est équipé d'une suspension avant avec 140 mm de débattement et 100 mm à l'arrière. Le WS250 pèse moins de 90 kg et est composé principalement d'aluminium.